# シャンパーニュ＝アルデンヌTGV駅
シャンパーニュ＝アルデンヌTGV駅(シャンパーニュ＝アルデンヌTGVえき、フランス語: Gare de Champagne-Ardenne TGV)はLGV東ヨーロッパ線の開通と同時の2007年に開業した。ランス南郊5kmのコミューンブザンネ(Bezannes)に位置している。1日あたり54本27往復のTGVが停車し、リヨンなどLGV南東線方面以外の路線へ直通する。

## 所要時間
- マルヌ＝ラ＝ヴァレ＝シェシー駅 - 30分
- パリ東駅 - 40分
- マッシーTGV駅 - 1時間
- リール - 1時間25分
- ナント・レンヌ - 3時間15分
- ボルドー - 4時間25分